# Проверка на домашното
„Проверка на домашното“ (на фински: Läksyn kuulustelu) е картина от финландския художник Ирьо Олила от 1923 г.
Картината е нарисувана с маслени бои върху платно и е с размери 120 x 131 cm. На нея са изобразени майка и син, които са седнали върху диван. Част е от фонда на Атенеум в Хелзинки, Финландия.